# Wspólnota administracyjna Graben-Neudorf
Wspólnota administracyjna Graben-Neudorf – wspólnota administracyjna (niem. Vereinbarte Verwaltungsgemeinschaft) w Niemczech, w kraju związkowym Badenia-Wirtembergia, w rejencji Karlsruhe, w regionie Mittlerer Oberrhein, w powiecie Karlsruhe. Siedziba wspólnoty znajduje się w miejscowości Graben-Neudorf, przewodniczącym jej jest Hans D. Reinwald.
Wspólnota administracyjna zrzesza dwie gminy wiejskie:
- Dettenheim, 6 496 mieszkańców, 28,80 km²
- Graben-Neudorf, 11 611 mieszkańców, 30,89 km²